# Benon
Benon là một xã trong tỉnh Charente-Maritime tổng Courçon trong vùng Nouvelle-Aquitaine, tây nam nước Pháp. Xã Benon nằm ở khu vực có độ cao trung bình 22 mét trên mực nước biển.

## Dân số
| Năm  | Dân số | Mật độ |
| ---- | ------ | ------ |
| 1962 | 494    | -      |
| 1968 | 504    | -      |
| 1975 | 416    | -      |
| 1982 | 400    | -      |
| 1990 | 426    | -      |
| 1999 | 514    | 11/km² |